# Championnats de France de patinage artistique 1971
Navigation
Championnats de France 1970 Championnats de France 1972
Les championnats de France de patinage artistique 1971 ont eu lieu à la patinoire du palais des sports de Megève pour 3 épreuves : simple messieurs, simple dames et couple artistique. 
La patinoire olympique de Boulogne-Billancourt a accueilli l'épreuve de danse sur glace.

## Podiums
| Épreuves                            | Or                                | Argent                                 | Bronze                          |
| Messieurs résultats détaillés       | Patrick Péra                      | Jacques Mrozek                         | Didier Gailhaguet               |
| Dames résultats détaillés           | Joëlle Cartaux                    | Marie-Claude Bierre                    | Marie-Hélène Panet              |
| Couples résultats détaillés         | Florence Cahn / Jean-Roland Racle | Pascale Kovelmann / Jean-Pierre Rondel | -                               |
| Danse sur glace résultats détaillés | Anne-Claude Wolfers / Roland Mars | Élisabeth Bugiel / Michel Bouttier     | Brigitte Ydrault / Pascal Germe |

## Détails des compétitions
(Détails des compétitions encore à compléter)

### Messieurs
| Rang | Nom               |
| ---- | ----------------- |
| 1    | Patrick Péra      |
| 2    | Jacques Mrozek    |
| 3    | Didier Gailhaguet |
| ...  |                   |

### Dames
| Rang | Nom                 |
| ---- | ------------------- |
| 1    | Joëlle Cartaux      |
| 2    | Marie-Claude Bierre |
| 3    | Marie-Hélène Panet  |
| ...  |                     |

### Couples
| Rang | Nom                                    |
| ---- | -------------------------------------- |
| 1    | Florence Cahn / Jean-Roland Racle      |
| 2    | Pascale Kovelmann / Jean-Pierre Rondel |

### Danse sur glace
| Rang | Nom                                |
| ---- | ---------------------------------- |
| 1    | Anne-Claude Wolfers / Roland Mars  |
| 2    | Élisabeth Bugiel / Michel Bouttier |
| 3    | Brigitte Ydrault / Pascal Germe    |
| ...  |                                    |

## Sources
- Le livre d'or du patinage d'Alain Billouin, édition Solar, 1999